# Dekompresja (informatyka)
Dekompresja – proces odtworzenia oryginalnych danych na podstawie ich postaci skompresowanej, przy użyciu odpowiedniego do kompresji algorytmu dekompresji. Proces dekompresji jest działaniem przeciwnym do działania kompresji.